# Big Fun
Big Fun – podwójny album, na który złożyły się utwory nagrane przez Milesa Davisa pomiędzy listopadem 1969 r. a czerwcem 1972 r. oraz wydany przez firmę nagraniową Columbia w 1974 roku.

## Charakter albumu
Wydanie tego albumu w 1974 r. przyjęto dość krytycznie ze względu na to, że właściwie album składał się z niewydanych wcześniej sesji nagraniowych – przeważnie do Bitches Brew, czyli Davis nie miał nowego materiału.
Album – dzięki różnym składom grup nagrywających utwory – jest bardzo różnorodny. Znalazły się tu aż cztery utwory z wykorzystaniem sitaru, tambury i tabli. Prawdopodobnie były to jedyne sesje, w których owe trzy indyjskie instrumenty wystąpiły obok siebie. Uatrakcyjniły one tkankę brzmieniową i rytmiczną tych kompozycji.
Płyta ta jest także okazją do posłuchania i porównania gry starszych muzyków Davisa – jak Hancock, Shorter, John McLaughlin, Chick Corea – z nowymi, takimi jak Lonnie Smith, Al Foster, Sonny Fortune, Carlos Garnett...
Pojawili się także w tych nagraniach muzycy spoza kręgu jazzowego czy nawet rhythmandbluesowego (jak np. Michael Henderson). Są to Harvey Brooks i Billy Hart. Harvey Brooks zdobył sobie sławę jednego z najlepszych basistów rocka, country i studiów nagraniowych.
Wydanie na dwóch dyskach poszerzyło wiedzę słuchaczy o okresie 1969–1972 w muzyce Davisa, gdyż dodano cztery nowe utwory nagrane w tym czasie i nigdzie nieopublikowane.

## Muzycy
- Miles Davis – trąbka
- Steve Grossman – saksofon sopranowy I 1, 4; II 1, 3, 4;
- Sonny Fortune – saksofon sopranowy i flet I 2;
- Carlos Garnett – saksofon sopranowy I 2;
- Wayne Shorter – saksofon sopranowy I 3; II 2;
- Bennie Maupin – klarnet basowy I 1, 2, 3, 4; II 2, 3, 4;
- John McLaughlin – gitara I 1, 3, 4; II 1, 3, 4;
- Herbie Hancock – pianino elektroniczne I 1; II 4(kl);
- Chick Corea – pianino elektroniczne I 1, 3(kp), 4; II 2, 3, 4(kp);
- Joe Zawinul – pianino elektroniczne I 3(kl); II 2; organy II 2;
- Lonnie Smith – pianino I 2;
- Harold I. Williams – pianino I 2;
- Larry Young – organy i czelesta I 4; II 3;
- Khalil Balakrishna – elektryczny sitar I 1, 4; II 3, 4; hinduskie instrumenty II 2;
- Bihari Sharma – tanpura I 1, 4; II 3, 4;
- Ron Carter – gitara basowa I 1; II 4;
- Harvey Brooks – gitara basowa I 1, 4; II 2, 3, 4;
- Michael Henderson – gitara basowa I 2;
- Dave Holland – gitara basowa I 3, 4; II 1, 2, 3;
- Bill Cobham – perkusja I 1, 4; II 2, 3, 4; trójkąt I 3; II 4;
- Al Foster – perkusja I 2;
- Billy Hart – perkusja I 2;
- Jack DeJohnette – perkusja I 3, 4; II 1, 2, 3;
- Badal Roy – tabla I 2;
- Airto Moreira – instrumenty perkusyjne I 1, 3; II 2; cuica I 3, 4; II 3, 4; berimbau I 4; II 3, 4; hinduskie instrumenty II 2;
- James "Mtume" Forman – afrykańskie bębny I 1;

## Lista utworów

### CD
Płyta pierwsza (I)
1. „Great Expectations” – 27:23
2. „Ife” – 21:34
3. „Recollections” – 18:55
4. „Trevere” – 5:55

Płyta druga (II)
1. „Go Ahead John” – 28:27
2. „Lonely Fire” – 21:25
3. „The Little Blue Frog” – 9:10
4. „Yaphet” – 9:39

### Album analogowy (winyl)
Płyta pierwsza
Strona pierwsza
1. „Great Expectations”

Strona druga
1. „Ife”

Płyta druga
Strona trzecia
1. „Go Ahead John”

Strona czwarta
1. „Lonely Fire”

## Opis płyty

### Płyta analogowa (winylowa)
- Producent – Teo Macero
- Inżynier dźwięku – Stan Tonkel, Frank Laico
- Miksowanie – Russ Payne, Stan Weiss, John Guerriere
- Daty nagrania – 19 listopada 1969 (I 1; II 4)* 28 listopada 1969 (I 4; II 2, 3) * 6 lutego 1970 (I 3) * 3 marca 1970 (II 1) * 12 czerwca 1972 (I 2).
- Miejsce nagrania – Columbia Studio E, Nowy Jork
- Czas albumu – CD 1: 1 godz. 13 min. 7 sek.; CD 2: 1 godz. 8 min. 37 sek.; razem: 2 godz. 21 min. 44 sek. * płyta 1: 48 min. 57 sek.; płyta 2: 49 min. 48 sek.; razem: 1 godz. 38 min. 5 sek.
- Data wydania – 19 kwietnia 1974
- Okładka – Corky McCoy
- Firma nagraniowa – Columbia

### Wznowienie na CD
- Producent – Bob Belden
- Cyfrowy remastering – Seth Foster
- Studio – Sony Music Studios, Nowy Jork
- Dyrektor projektu – Seth Rothstein
- Kierownik artystyczny – Cozbi Sanchez-Cabrera
- Koordynator A & R – Patti Matheny i Darren Salmieri
- Legacy A & R – Steve Berkowitz
- Projekt – Randall Martin
- Fotografie we wkładce – Urve Kuusik
- Firma nagraniowa – Columbia/Legacy
- Numer katalogowy – C2K 65140
- ©1974, 2000 Sony Music Entertainment, Inc.